# Pokémon Colosseum
Pokémon Colosseum is een videogame uitgegeven door Nintendo voor de Nintendo GameCube. De game werd op 14 mei 2004 in Europa uitgebracht. In tegenstelling tot eerdere titels uit de Pokémon-serie zijn er in dit spel geen willekeurige ontmoetingen met wilde Pokémon. In plaats daarvan kan een speler Pokémon stelen van andere spelers. De game kent ook enkele spelmodi voor zowel singleplayer als multiplayer.
De game speelt zich af in de woestijnachtige omgeving van Orre. De protagonist en tevens enige speelbare karakter van het spel heet Wes. Gedurende het spel dient de speler zogenaamde "Shadow Pokémon" te redden wier harten zijn verduisterd door Team Cipher. Rui, een niet-speelbaar karakter uit het spel neemt de rol van sidekick op zich en weet Shadow-Pokémon te identificeren.